# 陇西李氏
陇西李氏，是中国歷史的中古时代一个以陇西郡为郡望的李姓家族。崛起于魏晉南北朝，在北魏時，成為北方显赫士族之一。其后，因唐朝皇族属陇西李氏而备受推崇，唐《姓氏谱》载“李氏凡十三望，以陇西为第一”。到南宋郑樵编写《通志》时，“言李者称陇西”。

## 历史
魏晋时期，陇西李氏在乱世中兴起。通常追溯的先祖为西汉著名将领李广。北魏时李晖仪的墓志则称是李广族弟李蔡后裔。
李昶遺腹子的李暠建立西凉割据一方，西凉灭亡后，李暠之孙李宝归顺北魏，受到重用，其六子除一人早逝外，其余五子均在北魏出仕，李宝第六子李冲官至尚书仆射，最受宠信。在李冲的积极参与和谋划下，清河崔氏、范阳卢氏、太原王氏、荥阳郑氏得以与北魏皇室缔姻，成为后族，被魏孝文帝定为四姓，陇西李氏也成为与“四姓”并称的“五姓”。在后世，发展为七姓十家。
唐朝皇室虽自称出自陇西李氏，陈寅恪考证其不是赵郡李氏破落户，就是广阿庶姓李氏的假冒牌。朱希祖考证认为李熙父子曾戍守武川，后来其子李天锡为避六镇兵乱，携父遺骨南迁于赵郡广阿，因以为家。其子李虎将其父祖合葬于赵郡广阿。李氏并非出身赵郡李氏，而确系为隴西李氏。
因為唐朝皇帝聲稱出於陇西李氏，唐太宗修《氏族志》时，将皇族置于诸士族姓氏之首，更将有功之臣赐姓李，从此陇西李氏由一个血缘系统的宗族演变成为一个“多元一体”的庞大世族。

## 郡望和籍贯
郡望是陇西郡，或称陇西郡狄道县，或称陇西郡成纪县。
北魏时期陇西李氏后人的墓志如果记载籍贯，常常写为“陇西郡狄道县都乡和风里”或“陇西郡狄道县都乡华风里”，有些墓志前面缀上“秦州”，如去世于北魏正始二年（505年）的李蕤墓志，去世于永平三年（515年）李庆容的墓志，去世于正光五年（524年）李超的墓志。据《晋书·地理志上》“秦州”条，西晋初年“狄道县”的确属于秦州陇西郡，晋惠帝时则分立狄道郡，前凉时改属凉州，又以狄道县立武始郡。北魏时期狄道县隶属于枹罕镇，枹罕镇之后又改为河州，李蕤、李庆容、李超三人墓志所记载籍贯中的州、郡、县名称及隶属关系依据的是西晋初年的制度。清华大学历史系主任侯旭东教授认为，高门子弟用来标明其身份地位的郡望多产生于魏晋时代，随着时间的推移，那些州、郡、县名称与隶属关系也不断的变化，到北朝时他们居地的名称难免与旧有的郡望不合，这些名门后代为“高自标置”，仍然抱着旧贯不放，这种风气不仅流行于安顿死者的墓志铭中，世间也是一样，国史正传亦深受影响。《魏书·裴延俊》传称裴延俊为“河东闻喜人”而不是“正平闻喜人”，《魏书·李宝传》称李宝为“陇西狄道人”而不是“武始狄道人”，《魏书·郑羲传》称郑羲为“荥阳开封人”而不是“荥阳苑陵人”，《魏书·阳尼传》称阳尼为“北平无终人”而不是“渔阳无终人”，都是这种例子。
以唐朝皇族为例，墓志大都称陇西狄道人，称陇西成纪人亦是常例。如李渊女儿房陵公主、孙李祐、五代孙和政公主等。

## 房支
- 范阳房，始祖李向
- 顿丘房，始祖李忠
- 渤海房，始祖李恬
- 申公房，始祖李潛
- 丹杨房，始祖李倫
- 安邑房，始祖李盖
- 镇远将军房，凉武昭王第四子李愔的后代，号镇远将军房
- 平凉房，李愔曾孙李系的后代，号平凉房
- 姑臧房，北魏龙骧将军、荥阳郡太守李承被封为姑臧侯，其后代因此号姑臧房
- 敦煌房，北魏光禄大夫李茂继承了父亲李宝的敦煌公爵位，其后代因此号敦煌房
- 仆射房，北魏镇南将军、尚书仆射、清渊文穆公李冲曾任尚书仆射，其后代因此号仆射房
- 絳郡房，隋朝上大将军、宁州刺史李礼成被封为绛郡公，其后代因此号绛郡房
- 武阳房，新唐书宗室世系表误作武陵房，凉武昭王第七子李豫的后裔被称为武阳房

### 禁婚家
显庆四年，唐高宗下禁婚诏，禁止七姓十家互相通婚，李宝的六子都被列入禁婚家，其中包括了姑臧房、敦煌房、仆射房、绛郡房

### 房
武阳房、姑臧房、敦煌房、丹杨房在唐朝合称陇西李氏定著四房

### 与唐朝宗室的关系
天宝元年七月二十三日（742年8月27日），因为李彦允上奏称与唐玄宗同是凉武昭王李暠的后代，请求甄别并加以录入宗室属籍，唐玄宗下诏让将绛郡房、姑臧房、敦煌房、武阳房四个房支的后裔录入宗正寺，编入唐朝宗室的属籍。

## 唐朝宰相
- 李靖，出自丹杨房，唐太宗宰相
- 李义琰，出自姑臧房，唐高宗宰相
- 李迥秀，出自武阳房，武则天宰相
- 李揆，出自姑臧房，唐肃宗宰相
- 李逢吉，出自姑臧房，唐宪宗宰相
- 李训，出自姑臧房，唐文宗宰相
- 李蔚，出自姑臧房，唐僖宗宰相